# Біловарці
Білова́рці — село в Україні, у Бедевлянській сільській громаді Тячівського району Закарпатській області. Населення — 992 особи.

## Історія
В околицях Біловарців виявлено археологами – поселення рубежу нашої ери дакійської культурної належності.
Біловарці вперше згадуються в 1373 році, а потім у 1415 році під назвою Beelwara, а в 1436 році як Belawar.
Біловарці (Bélavár) є поселенням родини Kirvai на правому березі Тересви, а на лівому березі річки знаходилося поселення Nagykirva (сьогодні Криве), яке також було власністю сім'ї Кірваї.
Цікава історія походження назви села Біловарці, яка згадується на кінець XVI століття як Білий Вар (варош) Білий город. У глибоку давнину село Біловарці було з'єднане із селом Крива і називалось Мале Криве. А потім річка Тересва змінила своє русло і розділила села. За переказом, село купив пан Бейло і записав у книги не стару назву села, а по-угорськи Бейловар-Бейлів варош. На горі голиці пан побудував собі замок. Але він був дуже жорстокий ,примушував селян платити великі податки. Не витримавши утисків, селяни підпалили замок і прогнали пана.
У 1415 році Kiskirvát (Bélavárt) була продана Кірва Ладомером і Михайлом lholci Tatulnak, сину Sandrinnak és Bedőházi Dancsnak, таким чином Біловарці стали власністю родини Долгаї.
В центріі села розташована Біловарська загальноосвітня школа І-ІІступенів. Вважається,що школа була заснована у 1879 році. Першим вчителем був Мельник Юрій, нащадок козаків, який побудував церкву у селі і став першим вчителем.
У школі діє історико-етнографічний музей, який було відкрито у1989 році. Засновником його був Мельник В.М. У ньому зібрано 860 раритетних експонатів : глиняний та скляний посуд, рушники та вишивки, старовинний одяг та взуття, писанки та інше.
в урочищі Біловарець знаходиться унікальне шафранове поле площею 3 га, а також тут водиться червонокнижна ящірка – саламандра та гніздиться орел.

## Населення

### Мова
Розподіл населення за рідною мовою за даними перепису 2001 року:
| Мова       | Кількість | Відсоток |
| ---------- | --------- | -------- |
| українська | 976       | 98.39%   |
| російська  | 1         | 1.41%    |
| угорська   | 1         | 0.10%    |
| вірменська | 1         | 0.10%    |
| Усього     | 992       | 100%     |

## Храми
Церква Покрови пр. богородиці. 1899.
У 1751 р. згадують дерев’яну церкву св. Василія Великого, з вежею, двома дзвонами, у поганому стані, прикрашену малими старими образами. Теперішню дерев’яну церкву збудовано в манері наслідування мурованих церков, що було загальною тенденцією кінця 19 – початку 20 ст.
У 1936 р. зрубні стіни споруди поштукатурили. У церкві є майстерно зроблений іконостас з іконами, намальованими в академічній манері, очевидно, у будапештських майстернях початку XX ст. На вежі – два дзвони, один з 1921 p., другий давній з написом латиною: “OPERAVI IN ТЕ DOMINE SPERAVI”.

## Туристичні місця
- поселення рубежу нашої ери дакійської культурної належності.
- легенда про Бейловар
- історико-етнографічний музей, який було відкрито у1989 році. Засновником його був Мельник В.М. У ньому зібрано 860 раритетних експонатів: глиняний та скляний посуд, рушники та вишивки, старовинний одяг та взуття, писанки та інше.
- в урочищі Біловарець знаходиться унікальне шафранове поле площею 3 га
- храм Покрови пр. богородиці. 1899. 